# Credo (Principe)
Credo è l'album d'esordio del rapper torinese Principe pubblicato il 2005 dall'etichetta La Suite Records

## Tracce
1. A Come - (prod da Rula)
2. Eh Oh - (prod da Rula)
3. Credo - (prod da Rula)
4. Il Suono Del Sottosuolo - (ft. El Presidente) - (prod da Mace)
5. Più Su - (prod. da Rula)
6. Il Problema  - (prod. da Alby Dupliss)
7. Io E Il Mic - (ft. DJ Koma)  (prod. da Paolito)
8. Io Non Cambio Mai - (ft. ATPC)  (prod. da Alby Dupliss)
9. Godzilla - (prod. da Rula)
10. Prìncipi E Princìpi - (ft. Duplici, Libo, OneMic & DJ Double S) - (prod. da Alby Dupliss)
11. Fin Qui Tutto Bene - (prod. da Mace)
12. Indispensabile - (ft. Yoshi & Rula) - (prod. da Rula)
13. Datemi - (ft. Libo& DJ Tsura) - (prod. da Rula)
14. Quando - (ft. OneMic) - (prod. da Rubo)
15. Oh No! - (ft. ATPC, Duplici, Funk Famiglia & Tsu) - (prod. da Mace)
16. Stessa Strada - (prod. da Dj Shocca)